# برزویی
برزویی (منسوب به برزو) می‌تواند به موارد زیر اشاره کند:
- مهین برزوئی (زادهٔ ۱۳۲۸)، صداپیشه و بازیگر ایرانی
- مونا برزویی، ترانه‌سرای ایرانی
- باقر برزویی، فعال سیاسی و رهبر سازمان رزمندگان پیشگام مستضعفین ایران
- امیررضا برزویی قهرمان کارته»